# Уильямс, Хелема
Хелема Уильямс (англ. Helema Williams; 11 октября 1991; Острова Кука) — яхтсменка с Островов Кука, участница Олимпийских игр 2012 года.
На Церемонии открытия летних Олимпийских игр 2012 была знаменосцем команды Островов Кука.

## Карьера
На Летних Олимпийских играх в Лондоне она заняла последнее 41-е место по результатам соревнований в классе Лазер Радиал.